# ジョージ大塚
ジョージ 大塚（ - おおつか、本名：大塚 敬治（おおつか けいじ）、1937年4月6日 - 2020年3月10日）は、日本のジャズドラマー。 東京都出身。享年82歳。

## 略歴
ジャズ・ミュージシャンになるきっかけは鈴木章治のバンドボーイを経験した事で、その後1957年渡辺貞夫のコージー・カルテットに参加し認められるようになった。1960年にはかまやつひろしと演奏する。1964年には菅野邦彦らと松本英彦カルテットに参加。ジョン・コルトレーンやマイルス・デイヴィスの影響を受け当時最先端のモード・ジャズの演奏に励んだ。1966年に自身初のバンド・ジョージ大塚トリオ を結成した。メンバーは市川秀男、寺川正興。1970年代に入り植松孝夫、大野俊三を入れクインテットを結成。またフュージョングループ・マラカイボ を結成するなどその後も日本ジャズ界に貢献した。2018年には日本ジャズ音楽協会からジャズ協会長賞を受賞した。

## 主な作品
- ページ1／ジョージ大塚トリオ　1967年
- ページ2／ジョージ大塚トリオ　1968年
- シー・ブリーズ／ジョージ大塚クインテット　1971年
- ゴー・オン／ジョージ大塚クインテット　1972年
- イン・コンサート／ジョージ大塚クインテット　1973年
- ユー・アー・マイ・サンシャイン／ジョージ大塚トリオ　1974年
- ラビング・ユー・ジョージ／ジョージ大塚クインテット　1974年
- フィジカル・ストラクチャー／ジョージ大塚クインテット　1976年
- マラカイボ／ジョージ大塚　1980年